# Jan Aleksander Lipski
Jan Aleksander Lipski (Olszyna, 15 juni 1690  - Kielce, 20 februari 1746) was kardinaal, de 63e bisschop van Krakau, bisschop van Lutsk, ridder in de Orde van de Witte Adelaar en prins-bisschop van Siewierz.

## Biografie
Jan Lipski was een telg van de Poolse heraldische clan Grabie. Hij werd in 1726 benoemd tot Ridder van de Orde van de Witte Adelaar. Lipski was de enige 18e-eeuwse Poolse bisschop die tot kardinaal verheven werd.
Hij maakte het in 1737 voor joden strafbaar om christenen te betrekken in hun religieuze feestdagen. Zijn pogingen om de Jagiellonische Universiteit te hervormen stuitte op protest van conservatieve professoren.
Jan Lipski is in de Wawelkathedraal begraven. Zijn mijter is onderdeel van de kathedraalcollectie.

Het wapen van Lipski

- Gemeinsame Normdatei: 1147243794
- International Standard Name Identifier: 0000 0001 0923 0652
- Library of Congress Control Number: nb2014013113
- Virtual International Authority File: 89075353
- WorldCat: E39PBJmP3brWB8yBW7txkbwjYP